# Zaskia Sungkar
Zaskia Rahma Sungkar, née le 22 décembre 1990 à Jakarta, est une actrice indonésienne.

## Biographie
Zaskia Sungkar était d'ascendance mixte Yéménite et Minangkabau. Elle est l'aînée des enfants de l'acteur Mark Sungkar et de Fanny Bauty. Sa sœur cadette, Shireen Sungkar, est également actrice.
Zaskia Sungkar est entrée dans l'industrie du divertissement après sa sœur cadette, mais a rencontré plus de résistance de la part de leur père. Pendant que Shireen Sungkar se mettait au théâtre, Zaskia Sungkar a commencé par chanter  en 2008, les deux ont fondé The Sisters. Elles ont sorti un album éponyme cette année-là, avec le single Keajaiban Cinta (Le miracle de l'amour) diffusé à l'échelle nationale. L'année suivante, elle commence à jouer dans plusieurs sinetron, dont Terlanjur Cinta (Trop loin amoureux), Chrysanthème, et Koboi Cabe Rawit (Cowboy Piment Oeil d'Oiseau).
Après son mariage avec l'acteur Irwansyah, Zaskia Sungkar a sorti un single avec lui et ils ont présenté ensemble à la télévision. Zaskia Sungkar a ouvert sa première entreprise, le Khalifa Kindergarten Center à Bintaro, Tangerang, avec sa sœur.  Elle a déclaré qu'elle ne voulait plus jouer dans sinetron, même si elle envisagerait la télévision ou des longs métrages, et a l'intention de continuer à chanter..

## Vie personnelle
Zaskia Sungkar a épousé Irwansyah le 15 janvier 2011 dans le style Padang. Ils avaient commencé à se fréquenter en mai 2010 et se sont fiancés le 8 décembre de la même année. Pour leur lune de miel, ils sont allés en oumra à La Mecque.Elle a deux enfants.
Zaskia Sungkar a déclaré qu'elle préfère travailler plutôt que faire la fête, car elle jouit de l'indépendance financière. Cependant, elle est considérée comme moins célèbre que sa sœur cadette.